# Coixesa
La coixesa és un tipus d'anormalitat asimètrica en el caminar. La coixesa pot ser causada entre altres causes: pel dolor, per una debilitat, per un desequilibri neuromuscular o per una deformitat esquelètica. La causa subjacent més comuna d'una coixesa dolorosa és el trauma físic ; tanmateix, en absència de trauma, poden estar presents altres causes greus, com l'artritis sèptica o l'epífisi femoral capital lliscada. L'enfocament diagnòstic implica descartar causes potencialment greus mitjançant l'ús de raigs X, anàlisis de sang i, de vegades, aspiració articular. Sovint cal un tractament del dolor. La coixesa és el problema actual en aproximadament el 4% dels nens que visiten els serveis d'urgències de l'hospital.

## Definició
Es pot definir com: "tipus d'anormalitat asimètrica de la marxa". Quan a causa del dolor s'anomena marxa antàlgica, en què el peu està en contacte amb el terra durant una durada més curta de l'habitual; en casos greus pot haver-hi una negativa a caminar. Les deformitats del maluc amb debilitat muscular associada, en canvi, poden presentar-se amb una marxa de Trendelenburg, amb el cos desplaçat sobre el maluc afectat.

## Diagnòstic diferencial
Les causes de la coixesa són moltes i poden ser greus o no greus. Generalment es produeix per dolor, debilitat, desequilibri neuromuscular o una deformitat esquelètica. En el 30% dels casos, la causa subjacent segueix sent desconeguda després de les investigacions adequades. La causa subjacent més comuna de coixesa en nens és un trauma físic menor. En aquells que no tenen antecedents de trauma, el 40% són deguts a sinovitis transitòria i el 2% són de la síndrome de Legg-Calvé-Perthes. Altres causes importants són l'artritis infecciosa, l'osteomielitis i l'epífisi femoral capital en nens.

### Origen infecciós

#### Artritis sèptica
L'artritis sèptica pot ser difícil de separar de les condicions menys greus com la sinovitis transitòria. Els factors que poden ajudar a indicar l'artritis sèptica en lloc de la sinovitis inclouen un recompte de glòbuls superiors a 12 × 10 ⁹ /l, febre superior a 38.5 °C (101.3 °F), ESR superior a 40 mm/h, CRP superior a 2,0 mg/dL i negativa a caminar. Les persones amb artritis sèptica solen semblar clínicament tòxiques o malaltes. Tanmateix, fins i tot en absència de qualsevol d'aquests factors, pot haver-hi artritis sèptica. Cal una aspiració conjunta per confirmar el diagnòstic.

#### Altres
Altres infeccions que normalment condueixen a una coixesa inclouen la malaltia de Lyme (una infecció bacteriana propagada per paparres de cérvol) i l'osteomielitis (una infecció de l'os).

### Origen mecànic

#### Trauma
Un trauma físic accidental o deliberat pot provocar una fractura, hematomes musculars o una contusió. És la principal causa d'una coixesa. És important tenir en compte l'abús deliberat.

#### Epífisi femoral capital lliscada
L'epífisi femoral capital lliscada (SCFE) és una condició en què la placa de creixement del cap del fèmur llisca sobre l'os subjacent. Es presenta més freqüentment amb dolor de maluc en els homes durant la pubertat i s'associa amb l'obesitat. La majoria de les persones afectades tenen una coixesa dolorosa i en la meitat dels casos els dos malucs estan afectats. Gairebé una quarta part de les persones només presenten dolor de genoll. El tractament implica moviments sense pes i cirurgia. Si no s'identifica precoçment, es pot produir una osteonecrosi o la mort del cap del fèmur.

#### Altres
Una coixesa no dolorosa pot ser deguda a una sèrie de condicions mecàniques, com ara la displàsia de maluc i les diferències en la longitud de les cames.

### Origen inflamatori

#### Sinovitis transitòria
La sinovitis transitòria és una artritis reactiva del maluc de causa desconeguda. Les persones solen caminar i poden tenir febre baixa. Normalment tenen un aspecte clínicament no tòxic o d'una altra manera saludable. Només es pot diagnosticar un cop s'exclouen totes les altres possibles causes greus. Amb una cura simptomàtica sol resoldre's al llarg d'una setmana.

#### Artritis reumatoide juvenil
L'artritis reumatoide juvenil es presenta gradualment amb rigidesa matinal, fatiga i pèrdua de pes.

### Origen vascular

#### Síndrome de Legg-Calvé-Perthes
La síndrome de Legg-Calvé-Perthes és una malaltia degenerativa del cap del fèmur que provoca pèrdua i deformitat òssia. Normalment es presenta com una malaltia crònica.

### Origen neoplàsic
Els càncers que inclouen la leucèmia limfocítica aguda, l'osteosarcoma i el sarcoma d'Ewing poden provocar un inici gradual de la coixesa en els nens. Sovint s'associa amb sudoració nocturna, contusions fàcils, pèrdua de pes i dolor més destacat a la nit.

## Enfocament diagnòstic
El diagnòstic de la causa d'una coixesa sovint es fa a partir de la història, els resultats d'exàmens físics, proves de laboratori i examen radiològic. Si una coixesa s'associa amb dolor s'ha d'investigar amb urgència, mentre que les coixeses no doloroses es poden abordar i investigar de manera més gradual. Els nens petits tenen dificultats per determinar la ubicació del dolor de cames, per tant, en aquesta població, el dolor de genoll és igual al dolor de maluc. La SCFE normalment es pot excloure mitjançant una radiografia dels malucs. Potser cal una aspiració guiada per ultrasons o raigs X de l'articulació del maluc per descartar un procés infecciós dins del maluc.

## Epidemiologia
El 4% dels nens del servei d'urgències d'un hospital van presentar seqüeles de coixesa. De fet es produeix amb una freqüència doble en nens que en nenes.